# Eois haltima
Eois haltima là một loài bướm đêm trong họ Geometridae.